# 曼西莱斯
曼西莱斯，是西班牙卡斯蒂利亚-莱昂布尔戈斯省的一个市镇。总面积7平方公里，总人口41人（2001年），人口密度6人/平方公里。